# ID; Peace B
 (juillet 2023).
La mise en forme du texte ne suit pas les recommandations de Wikipédia : il faut le « wikifier ».
Les points d'amélioration suivants sont les cas les plus fréquents. Le détail des points à revoir est peut-être précisé sur la page de discussion.
- Les titres sont pré-formatés par le logiciel. Ils ne sont ni en capitales, ni en gras.
- Le texte ne doit pas être écrit en capitales (les noms de famille non plus), ni en gras, ni en italique, ni en « petit »…
- Le gras n'est utilisé que pour surligner le titre de l'article dans l'introduction, une seule fois.
- L'italique est rarement utilisé : mots en langue étrangère, titres d'œuvres, noms de bateaux, etc.
- Les citations ne sont pas en italique mais en corps de texte normal. Elles sont entourées par des guillemets français : « et ».
- Les listes à puces sont à éviter, des paragraphes rédigés étant largement préférés. Les tableaux sont à réserver à la présentation de données structurées (résultats, etc.).
- Les appels de note de bas de page (petits chiffres en exposant, introduits par l'outil «  Source ») sont à placer entre la fin de phrase et le point final[comme ça].
- Les liens internes (vers d'autres articles de Wikipédia) sont à choisir avec parcimonie. Créez des liens vers des articles approfondissant le sujet. Les termes génériques sans rapport avec le sujet sont à éviter, ainsi que les répétitions de liens vers un même terme.
- Les liens externes sont à placer uniquement dans une section « Liens externes », à la fin de l'article. Ces liens sont à choisir avec parcimonie suivant les règles définies. Si un lien sert de source à l'article, son insertion dans le texte est à faire par les notes de bas de page.
- La présentation des références doit suivre les conventions bibliographiques. Il est recommandé d'utiliser les modèles {{Ouvrage}}, {{Chapitre}}, {{Article}}, {{Lien web}} et/ou {{Bibliographie}}. Le mode d'édition visuel peut mettre en forme automatiquement les références.
- Insérer une infobox (cadre d'informations à droite) n'est pas obligatoire pour parachever la mise en page.

Pour une aide détaillée, merci de consulter Aide:Wikification.
Si vous pensez que ces points ont été résolus, vous pouvez retirer ce bandeau et améliorer la mise en forme d'un autre article.
Albums de BoA
Jumping into the World
(2001)
ID; Peace B est le premier album de BoA. Il atteint la 10e place des charts coréens. L’album sort au Japon deux mois après les débuts japonais de BoA. Il se place à la 30e place du chart Oricon. ID; Peace B se vend à 156 354 copies.

## Liste des titres
| #  | Titre                               | Parolier               | Compositeur                  | Arrangement                  | Durée |
| -- | ----------------------------------- | ---------------------- | ---------------------------- | ---------------------------- | ----- |
| 1  | "ID; Peace B"                       | Yoo Young Jin          | Yoo Young Jin                | Yoo Young Jin                | 3:58  |
| 2  | "Come To Me"                        | Kim Hyung Suk          | Kim Hyung Suk                | Kim Hyung Suk                | 3:35  |
| 3  | "체념" (Heart-off)                  | Kim Jong Sook          | Bang, Si Hyuk (Hit Man Bang) | Bang, Si Hyuk (Hit Man Bang) | 3:53  |
| 4  | "SARA"                              | Park Jeong Ian         | Karng Won Sok                | Karng Won Sok                | 3:53  |
| 5  | "비밀일기" (I’m Sorry)              | Shin Youn Ah           | Lee Hyun Jeong               | Kwak Young Jun               | 4:52  |
| 6  | "안돼, 난 안돼" (No Way),           | Yoo Yoo Jin            | Bang, Si Hyuk (Hit Man Bang) | Bang, Si Hyuk (Hit Man Bang) | 3:36  |
| 7  | "차마" (Every Breath You Take)      | Kim Nae Hee            | Hong Suk, Noh Young Joo      | Hong Suk                     | 5:01  |
| 8  | "Whatever"                          | Seo Yoong Keun         | Seo Yoong Keun               | Seo Yoong Keun               | 3:36  |
| 9  | "I’m Your Lady Tonight"             | Yang Jae Sun           | Kim Hyung Suk                | Kim Hyung Suk                | 3:09  |
| 10 | "어린 연인" (Young Lovers)          | Kim Jang Sook          | Kim Hyung Suk                | Kim Hyung Suk                | 4:25  |
| 11 | "이별준비" (Letting You Go)         | Park Jin Young         | Kim Hyung Suk                | Kim Hyung Suk                | 4:02  |
| 12 | "먼 훗날 우리 " (Someday Somewhere) | Kim Yeo Jin (Jennifer) | Lee Hyun Jung                | Kwak Young Jun               | 3:59  |